# Evento Bianco
Il cosiddetto Evento Bianco è l'evento chiave che da inizio alle vicende del Nuovo Universo.
L'Evento Bianco è un misterioso fenomeno astronomico che avvenne il 22 luglio 1986 e deve il suo nome all'intensa luce bianca che investe l'intero pianeta Terra. La cosa pare non avere alcun effetto tangibile sul mondo ma nei giorni immediatamente successivi un gran numero di individui comincia a sviluppare dei poteri paranormali a causa delle radiazioni mutagene rilasciate dal fenomeno. Durante tutto l'arco narrativo del New Universe, nessuno riuscirà a dare una spiegazione all'Evento Bianco e ad esso sarà addirittura attribuito un significato mistico religioso che darà vita al Culto dei Bianchi Eventisti.
L'origine dell'Evento viene comunque svelata al lettore nella serie Star Brand dove si viene a scoprire che esso è strettamente collegato al Marchio Stellare e al suo precedente portatore.
Lo Star Brand infatti può essere impresso solo sugli esseri viventi. Se il portatore cercasse di trasferire il marchio su qualcosa di inanimato, innescherebbe un'esplosione di proporzioni (data la fonte di energia) inaudite. Il vecchio (The Old One), ovvero il portatore precedente a Ken Connell, ignorando questo fatto, tentò di trasferire lo Star Brand in un asteroide in orbita intorno a Plutone. La conseguente esplosione diede origine a un'ondata di energia che sfrecciando nello spazio si riversò sulla Terra senza fare danni fisici (vista l'incredibile distanza) e dando vita all'Evento Bianco stesso.
Sarà proprio secondo lo stesso principio di trasferimento dello Star Brand che Connel distruggerà la città di Pittsburgh nel cosiddetto Evento Nero (così chiamato a causa dell'alto tasso di distruzione).

## Altre versioni
Nella serie New Universal di Warren Ellis a Salvador Larroca, l'Evento Bianco è identificato con la grande luce che investe la Terra il 2 marzo 2006 a seguito dell'entrata del pianeta nella rete neouniversale che sostiene l'universo. A seguito di tale accadimento, per favorire il salto evolutivo dell'umanità, la rete stessa altera 4 esseri umani perché siano araldi della nuova era (uno Star Brand, un Nightmask, un Justice e un Cypher). Nella serie viene inoltre rivelato che altri eventi simili (ma incompleti) interessarono il pianeta nel 2689 a.C. nel 1888 d.C. e nel 1953 d.C.